# Stenostephanus cochabambensis
Stenostephanus cochabambensis är en akantusväxtart som beskrevs av D.C. Wasshausen. Stenostephanus cochabambensis ingår i släktet Stenostephanus och familjen akantusväxter. Inga underarter finns listade i Catalogue of Life.